# فيليب بيك
فيليب بيك (بالفرنسية: Philippe Beck)‏ هو كاتب وشاعر فرنسي، ولد في 21 أبريل 1963 في ستراسبورغ في فرنسا.